# FC Tighina
FC Tighina is een Moldavische voetbalclub uit Tighina. De club werd in 1950 opgericht en speelt in de Divizia A. In 2014 werd de club uit de competitie gezet. 

## Naamsveranderingen
- 1950 : Burevestnik Bender
- 1959 : Lokomotive Bender
- 1960 : Nistru Bender
- 1969 : Pishevik Bender
- 1989 : FC Tighina
- 1996 : Dinamo Tighina
- 1999 : Dinamo-Stimold Tighina
- 2001 : Dinamo Bender
- 2011 : Tighina

## Bekende (oud-)spelers
- Igor Bugaiov
- Gheorghe Harea
- Alexandru Namașco

FC Fălești ·
Iskra Rîbnița · 
Olimp Comrat · 
FC Saksan ·
Sheriff 2 ·
Drochia ·
Nisporeni ·
FC Stăuceni ·
FCM Ungheni ·
Univer Comrat ·
Victoria ·
Vulturii